# Sassarese (subregione)
Il Sassarese o Turritano è una sub-regione della Sardegna nord-occidentale. Comprende la città di Sassari, capoluogo di provincia. Gli altri centri più importanti sono Porto Torres,  Ittiri e Ossi.